# 手嶋あさみ
手嶋 あさみ (てじま あさみ) は、日本の裁判官。

## 人物
東京大学法学部を卒業後、1991年東京地方裁判所判事補として任官。
札幌地方裁判所判事補、在香港日本国総領事館領事、最高裁判所秘書課参事官、名古屋高等裁判所判事、最高裁民事局第二課長、最高裁民事局第一課長兼最高裁民事局第三課長兼最高裁広報課付、東京地裁判事、最高裁情報政策課長、東京地裁部総括判事等を経て、2018年に最高裁初の女性局長として最高裁家庭局長に就任した。
2022年に宇都宮地方裁判所・家庭裁判所所長、2023年に東京高等裁判所部総括判事、2024年に司法研修所長などに就任した。